# Arthur Chadwick
Arthur Chadwick (Church, 26 agosto 1875 – Exeter, 21 marzo 1936) è stato un calciatore e allenatore di calcio inglese, di ruolo difensore.

## Biografia
Suo cugino Edgar fu a sua volta un calciatore professionista, che vestì le maglie di Everton, Burnley e Liverpool.
Poco dopo il proprio ritiro dalle attività manageriali, lasciò definitivamente l'Hampshire stabilendosi ad Exeter. Morì il 21 marzo 1936 per via di un collasso cardiocircolatorio occorsogli mentre assisteva ad una partita dell'Exeter City.

## Carriera

### Giocatore
Dopo aver iniziato la propria carriera agonistica vestendo la maglia degli Burton Swifts, nel 1897 viene acquistato a titolo definitivo dal Southampton. Nel gennaio 1899, durante una gara contro lo Sheppey Utd, divenne il primo giocatore del club a farsi espellere in un match di campionato. Rimase alla corte dei Saints per quattro stagioni, vincendo tre titoli di Southern League e raggiungendo una finale di FA Cup nel 1900.
Nel maggio 1901 viene ingaggiato dal Portsmouth, con cui, nell'annata 1901-1902, vinse il suo quarto titolo di Southern League in carriera. Dopo tre annate passa al Northampton Town, con cui rimase per due stagioni. Dopo un'altra parentesi biennale all'Accrington Stanley, si trasferisce all'Exeter City, dove, nel 1910, termina la propria carriera agonistica.

### Nazionale
Nel 1900 ottenne la sua prima convocazione in Nazionale inglese, debuttando ufficialmente con essa il 26 marzo, in un'amichevole contro il Galles. Più tardi, precisamente il 7 aprile, sigla la sua seconda presenza, in occasione di una gara contro la Scozia.

### Allenatore
Poco dopo il suo ritiro dal calcio giocato, ottiene la guida tecnica dell'Exeter City, rimanendo in carica per un totale di 12 stagioni. Nel gennaio 1923 viene nominato tecnico del Reading, salvo poi lasciare l'incarico nell'ottobre 1925 per sedersi sulla panchina del Southampton.
Sulla panchina dei Saints ottenne fin da subito un gran successo; a parte una prima stagione di acclimatamento, già alla seconda annata riuscì a portare i suoi uomini alla semifinale di FA Cup, che persero poi per 2-1 contro l'Arsenal. Per l'annata 1928-1929 Chadwick decise di muoversi cospicuamente sul mercato acquistando diversi giocatori, grazie anche ai quali il Southampton si piazzò al quarto posto in classifica. Circa due anni dopo, i Saints intrapresero una politica di vendita dei loro migliori giocatori per far fronte a svariati problemi finanziari. In seguito a ciò, il 16 aprile 1931 Chadwick rassegna le proprie dimissioni.

## Palmarès

### Competizioni nazionali
- Southern League: 4

Southampton: 1897-1898, 1898-1899, 1900-1901
Portsmouth: 1901-1902